# Nicola Gallerano
Nicola Gallerano (Roma, 1940 – Roma, 17 marzo 1996) è stato uno storico italiano.

## Biografia
È stato docente di storia contemporanea in varie università, fra cui quelle di Siena, di Sassari e di Trieste, nonché presidente dell'IRSIFAR (Istituto Romano per la Storia d'Italia dal Fascismo alla Resistenza) dal 1977 al 1979 e dal 1989 al 1996.
Si è occupato di popolazioni civili e comportamenti collettivi durante le guerre del Novecento, di storia del PCI, di sinistra e democrazia nella storia d'Italia, nonché del problema della memoria e dell'uso pubblico della storia. Particolarmente apprezzati furono i suoi studi su Roma e il sud nell'Italia repubblicana.
È morto a Roma nel marzo del 1996, lasciando in eredità un premio annuale di 2000 euro da assegnare a un giovane storico che si interessi delle questioni affrontate da lui in vita.
Era il fratello della ex direttrice della Biblioteca del Burcardo, Maria Rosaria Gallerano, ed è stato sposato con la storica Mariuccia Salvati. Fu inoltre compagno della sociologa del diritto Tamar Pitch. 
Ha curato il libro "La resistenza tra storia e memoria", 1999 Ed. Mursia.